# Вапнярка (селище)
Вапня́рка — селище України, у Вапнярській селищній громаді Тульчинського району Вінницької області.
Розташоване на Вапнярській хвилястій рівнині, відстань до районного центру становить 19 км (Автошляхом Т 0233 — 20.6 км). Статус селища міського типу отримано 1938 року. Населення — 7,7 тис. чоловік.

## Історія
Селище Вапнярка виникло в 1870-х роках з появою Південно-Західної залізниці. Раніше місцевість, де тепер знаходиться селище, була вкрита лісом і чагарниками. Крім будинків одного-двох лісників жодних будівель не було. Назву станція і селище дістали від сусіднього села Вапнярки, що лежить на відстані 7 кілометрів.
26 травня 1870 року почався регулярний рух пасажирських поїздів через Вапнярку. Після спорудження залізниці відкрилися нові поштові маршрути, один з них проходив від Тульчина до Вапнярки, яка на той час була невеликою залізничною станцією. Поруч зі станцією й виникло селище. Коли в лютому 1899 року проклали залізничну лінію від Вапнярки до Христинівки, станція Вапнярка стала вузловою. Невдовзі тут побудували паровозне депо. Працювало в ньому тоді 270 чоловік, частина з них жила в селищі, решта — у навколишніх селах. З розширенням станції значно побільшало жителів селища. На початку XX ст. у Вапнярці налічувалось 85 дворів і 750 жителів, працювала пошта, телеграф, аптека та паровий млин.
7 (20) листопада 1917 року, відповідно до Третього Універсалу Української Центральної Ради, увійшло до складу Української Народної Республіки.
Найважчі бої Українсько-більшовицької війни відбулася у Вапнярці в 1919 році. Бої за Вапнярку 26—27 липня закінчилися перемогою Армії УНР. У Вапнярській операції особливо відзначилися артилеристи — точною й швидкою стрільбою в контр-батарейній боротьбі з панцерними потягами супротивника, де гарматна обслуга складалася з канонірів Чорноморської флоти. Якнайкраще показала себе батарея легендарного сотника І.Шури-Бури (1921 p. розстріляного під Базаром). Захоплення 3-ю дивізією станції Вапнярки поліпшило загальне становище української армії, яка планувала вирушити на Київ. За вдало проведену операцію 3-я дивізія була офіційно удостоєна назви «Залізна». Полковник Олександр Удовиченко тоді одержав телеграму: «Повідомляю, що за високу боєздатність і витривалість, за надзвичайне лицарство 3-ї дивізії їй надана назва „Залізна“. Іменем Командарма вітаю Залізну дивізію і зичу їй подальшої бойової слави. Начальник штабу Армії, полковник Тютюнник».

## Концентраційний табір
Під час другої світової війни, жовтні 1941, у селищі Вапнярка румуни створили табір, у який стали звозити єврейське населення Південного Заходу України та Румунії, що підлягало тотальному винищенню. Переважно це були євреї з Одеси. У 1942 році 150 євреїв з Буковини привезли до табору у Вапнярці. 16 вересня 1942 ще 1046 євреїв. Близько половини з них були вигнані зі своїх будинків за підозрою в приналежності до комуністичної партії, а 554 євреїв були привезені без будь-яких обґрунтованих звинувачень. З 1179 євреїв в таборі 107 були жінки, що розміщувалися в двох бараках, оточених потрійним колючим дротом. Серед єврейських ув'язнених були 130 членів Румунської комуністичної партії, 200 соціал-демократів, а також троцькісти і сіоністи. Ув'язненими був створений табірний комітет, який намагався координувати елементарне виживання, незважаючи на голод, хвороби, важку працю, фізичне та психологічне насильство. Були моменти, коли комендантом табору вводилися обмеження навіть на споживання ув'язненими питної води.

## Населення

### Чисельність
| 1926    | 1939    | 1959    | 1970    | 1979    | 1989    | 2001    |
| ------- | ------- | ------- | ------- | ------- | ------- | ------- |
| 1 433   | ▲ 3 607 | ▲ 6 754 | ▲ 7 491 | ▲ 7 552 | ▲ 8 523 | ▲ 8 769 |
| 2003    | 2004    | 2005    | 2006    | 2007    | 2008    | 2009    |
| ▼ 8 705 | ▼ 8 563 | ▼ 8 329 | ▼ 8 142 | ▼ 7 970 | ▼ 7 881 | ▬ 7 903 |
| 2010    | 2011    | 2012    | 2013    | 2014    | 2015    | 2016    |
| ▬ 7 923 | ▬ 7 891 | ▬ 7 926 | ▬ 7 893 | ▼ 7 830 | ▬ 7 840 | ▼ 7 783 |
| 2017    | 2018    | 2019    | 2020    | 2021    | 2022    |         |
| ▼ 7 730 | ▼ 7 612 | ▼ 7 523 | ▼ 7 412 | ▼ 7 316 | ▼ 7 165 |         |

### Мова
Розподіл населення за рідною мовою за даними перепису 2001 року:
| Мова            | Кількість | Відсоток |
| --------------- | --------- | -------- |
| українська      | 8204      | 94.83 %  |
| російська       | 379       | 4.38 %   |
| румунська       | 20        | 0.23 %   |
| білоруська      | 10        | 0.12 %   |
| ромська         | 5         | 0.06 %   |
| іврит           | 4         | 0.05 %   |
| вірменська      | 2         | 0.02 %   |
| угорська        | 1         | 0.01 %   |
| польська        | 1         | 0.01 %   |
| інші/не вказали | 25        | 0.29 %   |
| Усього          | 8651      | 100 %    |

## Географія
В межах смт Вапнярка тече річка Вапнярка яка знаходиться на північному заході від військового містечка. Нікуди не впадає. Довжина річки — 2 км [джерело?].

## Економіка
На території Вапнярки і в районі її околиць працюють кілька заводів: Вапнярський молокозавод, Вапнярський хлібзавод, Вапнярський комбінат хлібопродуктів (елеватор), які належать до європейської групи компаній «Топфер».

## Залізничний транспорт
Станція Вапнярка — один з найбільших залізничних вузлів області і остання станція Одеської залізниці (далі починається Південно-Західна залізниця).
Залізничне сполучення існує в кількох напрямках:
- Вапнярка — Подільськ — Одеса;
- Вапнярка — Жмеринка;
- Вапнярка — Христинівка.

## Культові споруди
В селищі розташований Вапнярський чоловічий монастир святого преподобного Феодора

## Персоналії
- Бондар Микола Васильович (1939) — український дисидент.
- Бурденюк Віталій Анатолійович (* 1978) — український воїн.
- Винокур Олександр Григорович (1938-2016) — український композитор, педагог, член Національної спілки композиторів України (1968).
- Затула Василь Іванович (1966) — український географ-метеоролог, кандидат географічних наук, доцент Київського національного університету імені Тараса Шевченка.
- Зелінський Валерій Федорович (1930—1997) — український графік, заслужений діяч мистецтв УРСР.
- Симіон Буґічі — ув'язнений у концтаборі. Міністр закордонних справ Румунії.
- Соленцов Олександр Олексійович (1953) — український фотохудожник, заслужений діяч мистецтв України (2009).

## Освіта
В селищі працює 3 загальноосвітні школи:
- Вапнярська ЗОШ № 1 І-ІІІ ступенів акредитації[18]
- Вапнярська ЗОШ № 2 І-ІІІ ступенів акредитації[19]
- Вапнярська ЗОШ № 3 І-ІІІ ступенів акредитації[20]

## Галерея

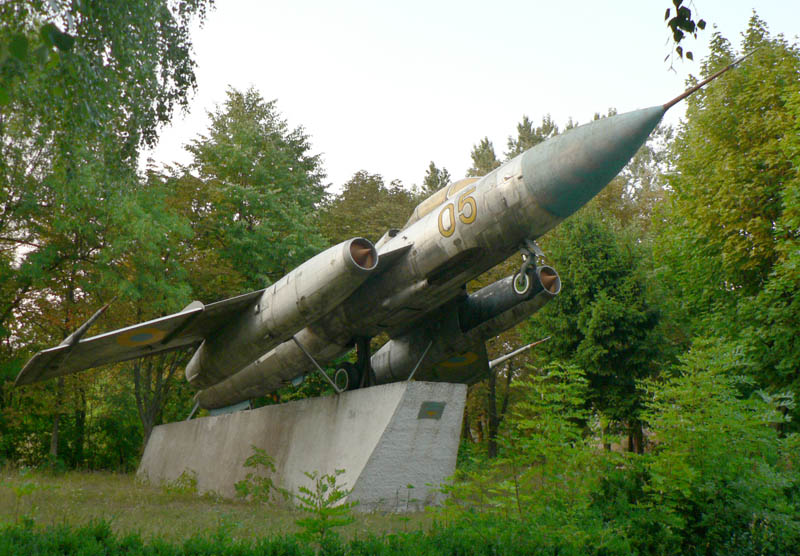
ЯК-27 у Вапнярці
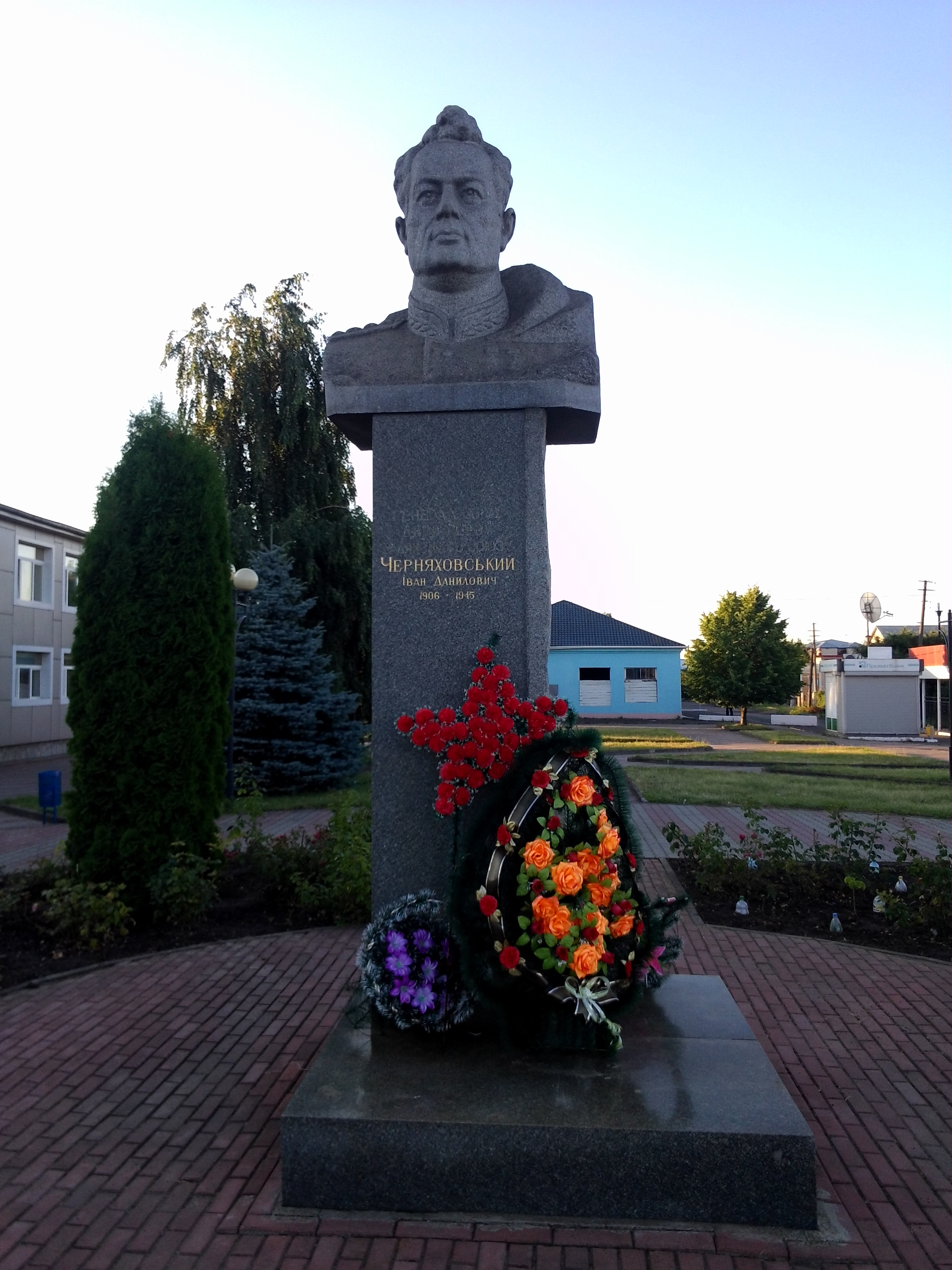
Пам'ятник Івану Черняховському
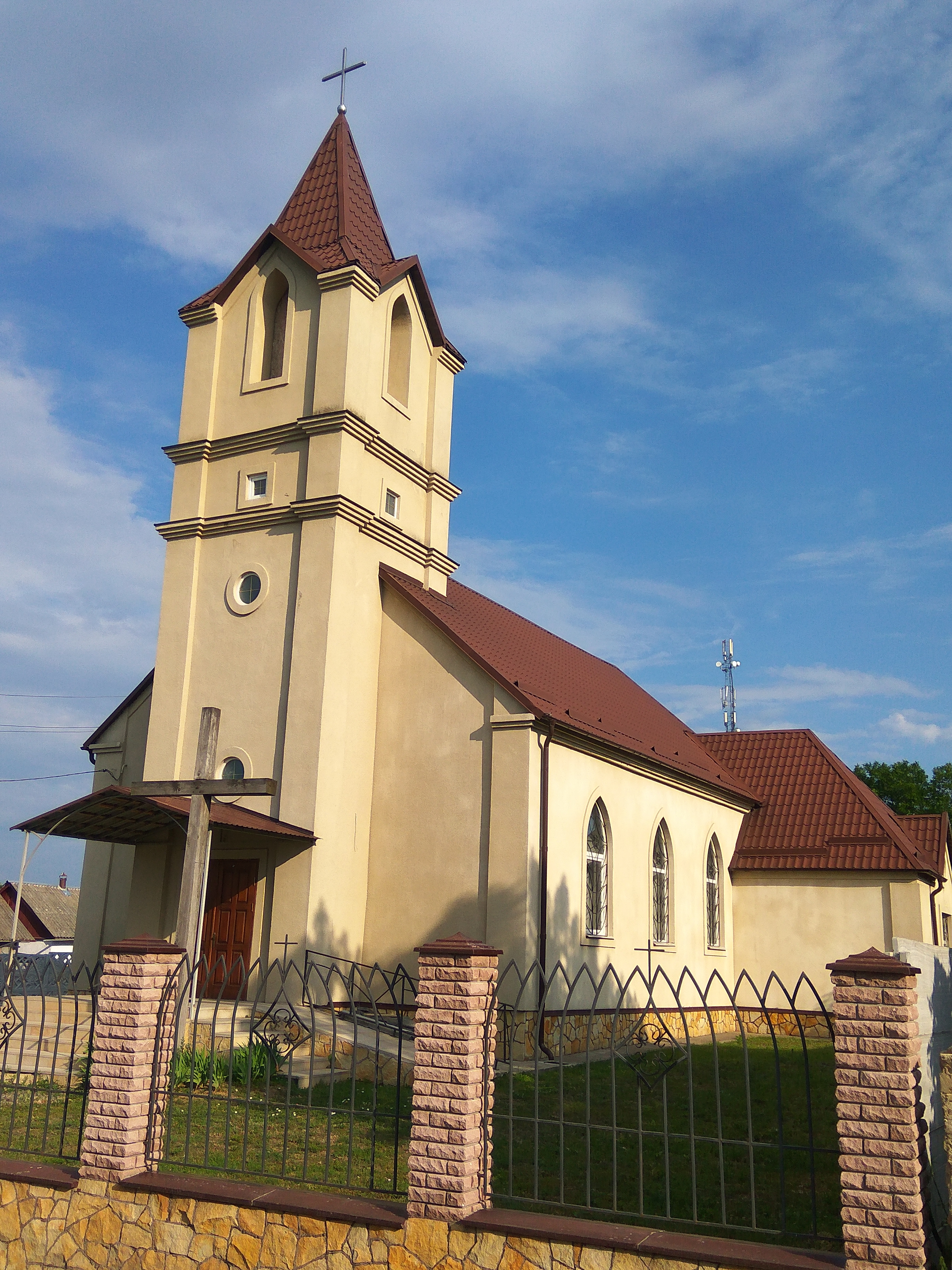
Церква у Вапнярці
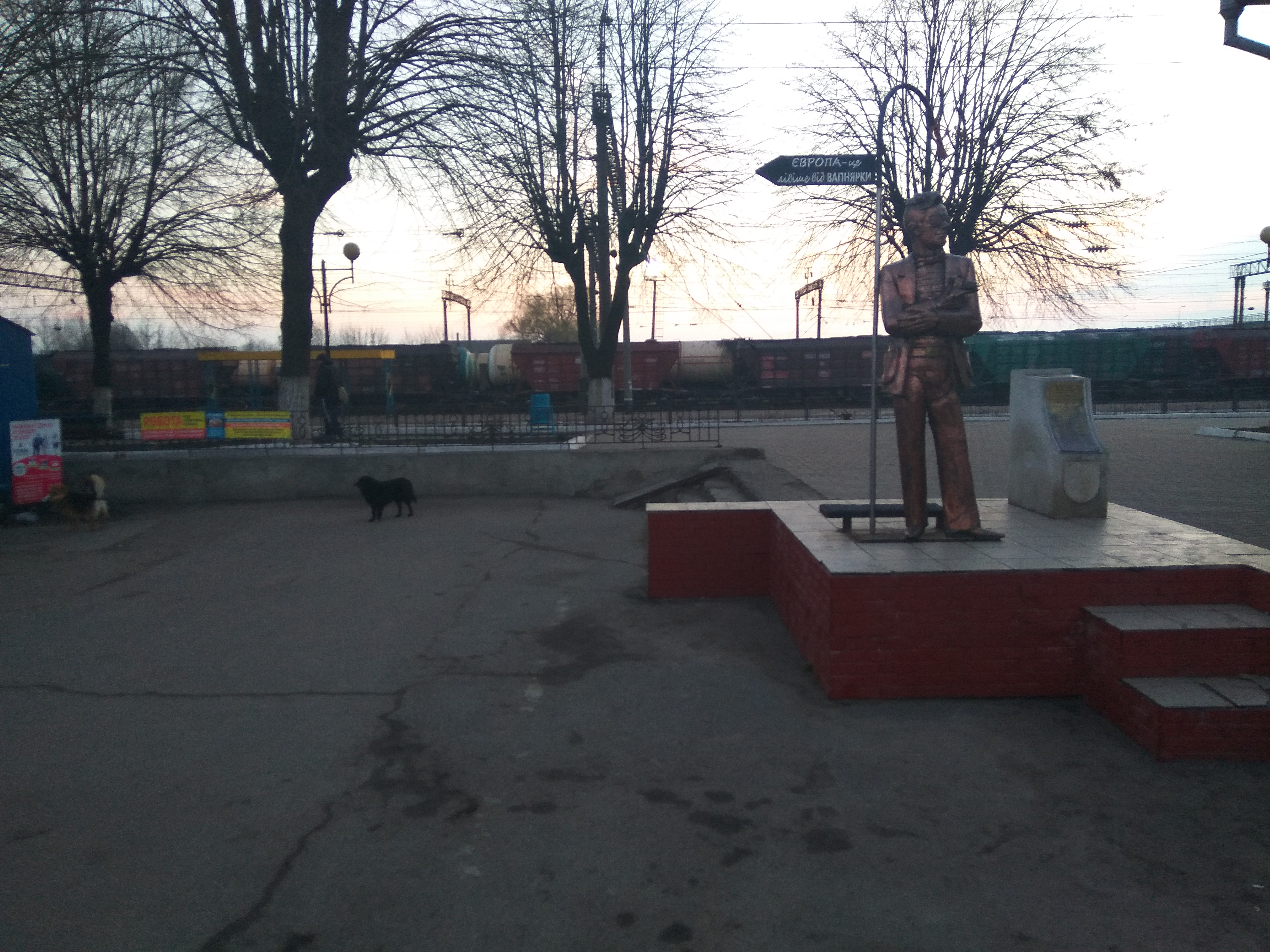
Монумент Євграфу Сідалковському поблизу залізничної станції у Вапнярці